# Clive Donner
Clive Donner (21. januar 1926 – 6. september 2010) var en britisk filminstruktør. 
Han debuterede i 1957 med kriminalfilmen The Secret Place (Alarm i Eastend), senere socialt betonede film som The Caretaker (Den mærkelige gæst, 1963). Også komedien What's New Pussycat? (Hva' nyt, Pussycat?, 1965) efter manuskript af Woody Allen. For fjernsyn har han lavet versioner af Oliver Twist (1982), The Scarlet Pimpernel (Den røde pimpernel, 1982) og A Christmas Carol (Et juleeventyr) (1984). 